# Лью Грейд
Лью Грейд (англ. Lew Grade), (при народженні Лев Виноградський (англ. Lev Winogradsky)); нар. 25 грудня 1906, Токмак, Пологівський район, Запорізька область, Україна — 13 грудня 1998, Лондон, Велика Британія) — британський медіавласник та імпресаріо. У 1969 році був посвячений у лицарі й мав пожиттєве перство з титулом барона Грейда з Елстрі в графстві Гартфордшир.

## Ранні роки
Лью Грейд народився в Токмаці, Пологівський район, Запорізька область, Україна (на той час Бердянський повіт Таврійської губернії) в родині Ісаака та Ольги Виноградських.
Сім'я Грейда емігрувала, з Одеси через Берлін до Лондона у 1912 році, щоб врятуватися від єврейських погромів. Грейд разом з батьками мешкав на Брік-Лейн в Іст-Енді, Лондон.
Разом з молодшними братами Лью відвідував початкову школу на Рошель-стріт поблизу Шордіча, у якій 90 % учнів розмовляли на ідіші.
У 15-річному віці Грейд став агентом компанії з виробництва одягу, а незабаром відкрив власний бізнес. У 1926 році він став чемпіоном світу з чарльстону на танцювальному конкурсі, який проводився в Королівському Альберт-Холі.
Згодом Грейд став професійним танцюристом та виступав під ім'ям Луї Град. Пізніше він вирішив змінити ім'я на Лью Ґрейд. Таке звучання прізвища виникло через помилку паризького репортера, а Грейду сподобалась така версія і він заходів його залишити.

## Кар'єра в медіа
В 1934 році Ґрейд працював з Джо Коллінзом. Разом вони займалися пошуками талантів для своєї спільній компанії «Collins & Grade». Серед їхніх перших клієнтів були гармоніст Ларрі Адлер і джазова група «Quintette du Hot Club de France».
В 1939 році Грейд був залучений до організації розваг для солдатів у Гаррогіті, а пізніше приєднався до британської армії. Через два роки він покинув службу в армії через відновлення старої проблеми, пов'язаної набряком колін, яка раніше стала причиною завершення його кар'єри танцюриста.
У 1954, Ґрейда запросив до співпраці менеджер співачки Джо Стаффорд, Майк Нідорф. Після зібрання консорціуму, до складу якого увійшли імпресаріо Вел Парнелл і Принс Літтлер, було створено компанію «Incorporated Television Program Company (ITP)», яка незабаром змінила назву на «Incorporated Television Company (ITC)». Компанія «Associated Broadcasting Development Company (ABD)» отримала схвалення від незалежного телевізійного органу ITA для контрактів у медіасфері, але у неї не було необхідного капіталу для реалізації задумів. Консорціум Грейда об'єднався з ABD, щоб створити нову медіакомпанію «Associated Television (ATV)». Улюбленим шоу Грейда і успіхом для нової компанії стала телепрограма «Недільний вечір у лондонському Палладіумі» (1955—1967, 1973—1974) — одна з найпопулярніших програм на британському телебаченні того часу.
Грейд був заступником головного директора ATV Вела Парнелла до 1962 року, а потім сам став директором.
У 1962 році компанія AP Films стала дочірньою компанією ITC. Співзасновник Джеррі Андерсон випустив два серіали для дітей у 1960-х роках: «Thunderbirds» (1965—1966) і «Captain Scarlet and the Mysterons» (1967—1968).
У 1966 році компанії Лью Грейда були знову реорганізовані на перетворені на нову телекомпанію «Associated Communications Corporation (ACC)».
У середині 1970-х Грейд звернувся до американського лялькаря Джима Генсона, якому потрібна була допомога для його останнього телевізійного проєкту. Генсон хотів створити нове вар'єте-шоу зі своїми героями «Маппет», але американські канали відмовилися від нього через його участь у дитячих програмах, таких як «Вулиця Сезам» (1969–дотепер). Після перегляду одного з пілотних епізодів Генсона та підготовки спеціального випуску, зробленого в одній із його студій, Грейд дозволив Генсону реалізувати свій проєкт «Маппет» у Великій Британії. Фактично цим кроком Грейд забезпеченим шалений успіх його проєкту.
Лью Грейду належить ідея відродження франшизи «Рожева пантера» як телесеріалу. Блейк Едвардс працював над розробкою сценарію.
За участю Грейда зняті спільні випуски «The Boys From Brazil» (1978) з «20th Century Fox» та «Movie Movie» (1978) з «Warner Bros». Він був продюсером фільмів Інґмара Бергмана «Осіння соната» (1978). і «З життя маріонеток» (1980). Грейд також виступив виконавчим продюсером фільмів «Маппет-кіно» (1979) і «Великий маппет-капер» (1981).
У 1980 році репутація Грейда в індустрії мас-медіа похитнулася через погані відгуки про фільм «Підняти Титанік» та через рішення, згідно з яким з 1 січня 1982 року «ATV Midlands» буде дозволено зберегти свою ліцензію лише за умови її припинення. Грейд вирішив залишити свою посаду в компанії.
У червні 1982, Грейд був призначений американським продюсером Норманом Ліром на посаду керівника лондонського підрозділу «Embassy Communications International». Він займався виробництвом, розповсюдженням фільмів та телевізійних програм. Згодом він став продюсером мюзиклу Ендрю Ллойда Веббера «Зоряний експрес».
На початку 1990-х років Грейд повернувся в ITC, щоб очолити компанію в останній раз перед своєю смертю.
Лью Грейд був членом ради засновників Американського інституту Ротерміра в Оксфордському університеті.

## Особисте життя
Грейд був одружений з Кетлін Муді впродовж 56-ти років аж до своєї смерті. Вони усиновили дитину Пола Дансера. Про свою дружину Грейд люб'язно сказав:
|  | Шлюб був найкращою діловою угодою, яку я коли-небудь укладав після проєктів «Ісус із Назарету» та «Маппети»! |

Його племінник, Майкл Грейд, був головою ради керуючих BBC з 1984 по 1986 роки.

## Останні роки життя
У одному зі своїх інтерв'ю у 1978 році Лью Грейд сказав інтерв'юеру Майку Уоллесу в програмі CBS «60 Minutes», що не збирається виходити на пенсію до 2000 року.
Помер від серцевої недостатності у віці 91 року 13 грудня 1998 року в Лондоні. Похований на Ліберальному єврейському кладовищі в лондонському районі Віллесден.